# Jonatan Braut Brunes
Jonatan Braut Brunes (7 augustus 2000) is een Noors voetballer die voorheen bij Strømsgodset IF speelde. In 2023 heeft hij een overstap gemaakt naar een nieuwe ploeg en is hij nu een speler van Oud-Heverlee Leuven.
Sinds 26 juli 2024 wordt Jonatan Braut Brunes uitgeleend aan de Poolse club Rakow Czestochowa. De club bedong ook een aankoopoptie.

## Privé
Brunes is een neef van Noors international Erling Braut Håland (Manchester City). Hij is ook een neef van Albert Tjaland (Molde FK).